# Mycena citrinomarginata
Mycena citrinomarginata es una especie de hongo basidiomicetos,  de la familia Mycenaceae, perteneciente al género Mycena.

## Sinónimos
- Mycena avenacea (Arnolds, 1982)